# Helene Schoettle
Helene Schoettle (* 19. April 1903 als Helene Oßwald in Münster bei Stuttgart; † 24. August 1994 in Stuttgart) war eine deutsche Kommunalpolitikerin. Sie war von 1951 bis 1975 Mitglied des Stuttgarter Gemeinderats für die SPD.

## Leben
Schoettle entstammt einer sozialdemokratisch geprägten Familie und gründete 1919 den Arbeiterjugendverein Münster (im heutigen Ortsteil Stuttgart-Münster). 1925 heiratete sie Erwin Schoettle, den späteren SPD-Bundestagsabgeordneten. 1928 wurde ihre Tochter Doris geboren. Beide flohen 1933 in die Schweiz, 1939 nach England. Nach dem Krieg baute sie in Stuttgart für die Arbeiterwohlfahrt ein Netz von Nähstuben auf. Helene Schoettle war von 1951 bis 1975 für die SPD Mitglied im Stuttgarter Gemeinderat. Ihre Themen waren die Kinder- und die Seniorenpolitik. Helene Schoettle war von 1947 bis 1973 Mitglied im Vorstand der Arbeiterwohlfahrt und war 1960 Mitbegründerin des Vereins Lebenshilfe für geistig Behinderte. Helene Schoettle ist zusammen mit ihrem Mann in Abteilung 20b auf dem Waldfriedhof Stuttgart begraben.

## Ehrungen

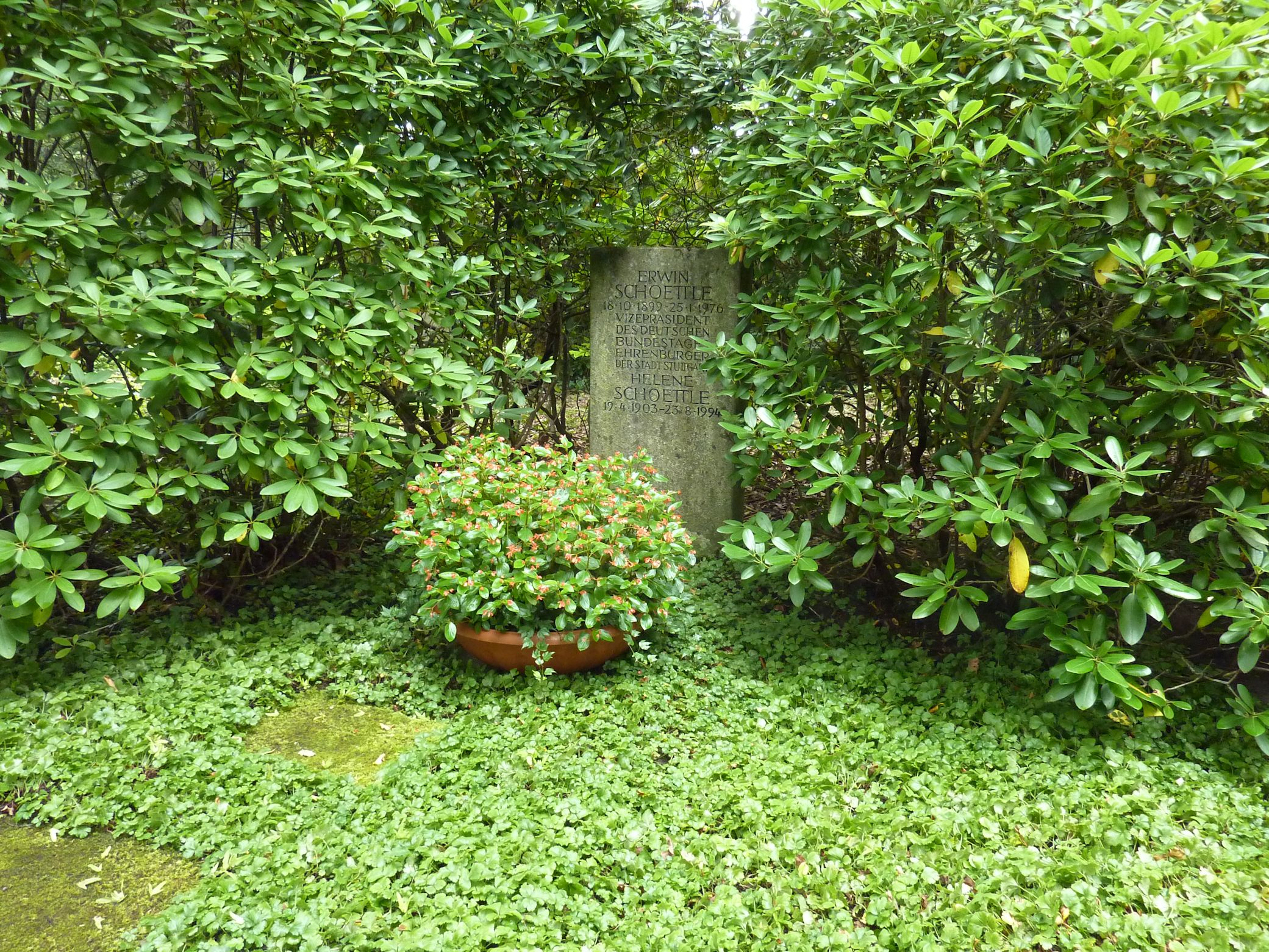
Grab von Helene und Erwin Schoettle

1983 erhielt sie das Bundesverdienstkreuz 1. Klasse, 1993 die Verdienstmedaille des Landes Baden-Württemberg. Außerdem war sie Patin des Heslacher Tunnels. Seit 2007 trägt eine Schule für geistig Behinderte in Stuttgart ihren Namen. Auch die Helene-Schoettle-Staffel in Stuttgart-Süd ist nach ihr benannt.

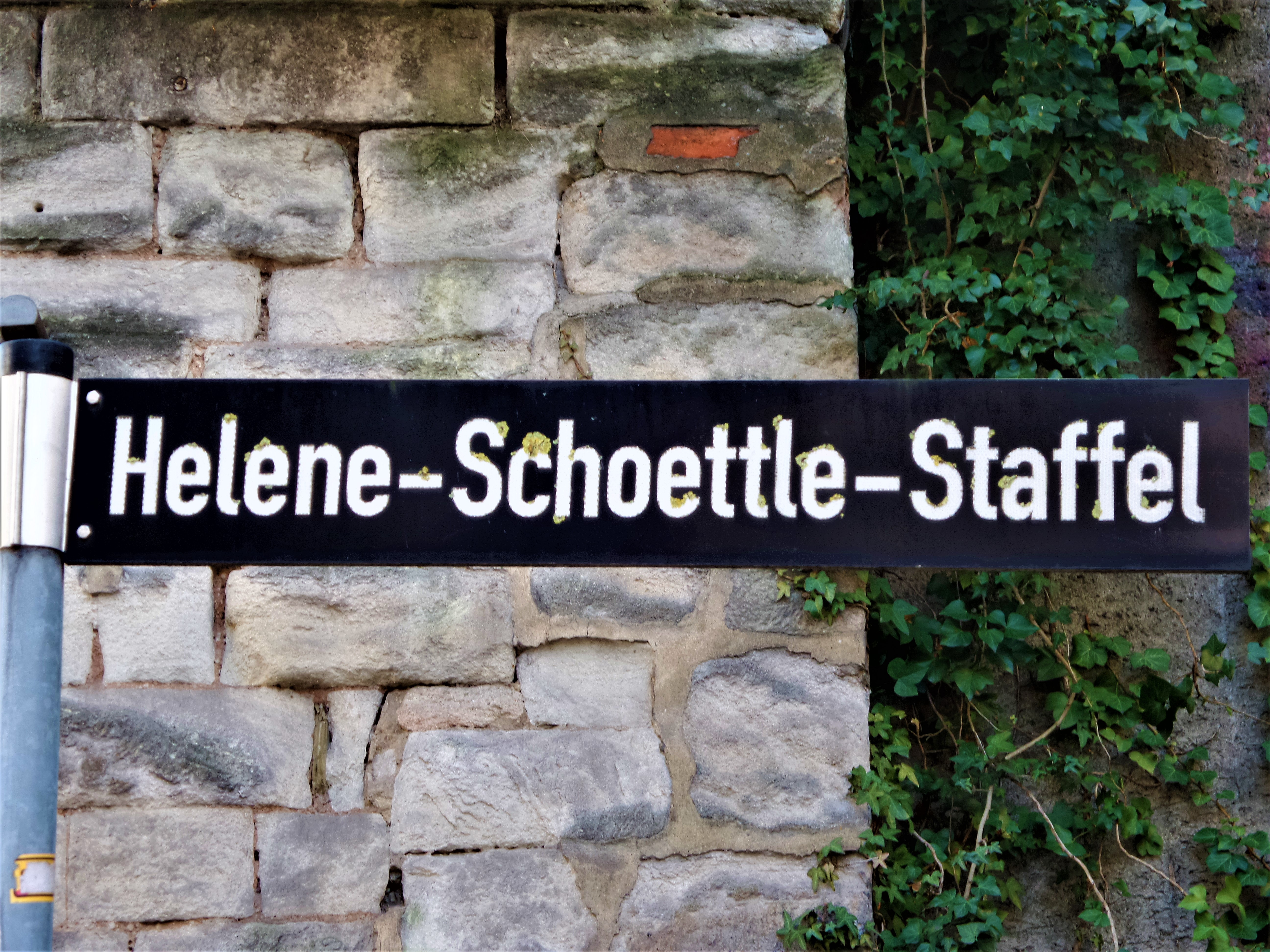
Helene-Schoettle-Staffel in Stuttgart-Süd